# Poria hypobrunnea
Poria hypobrunnea là một loài Basidiomycetes trong họ Polyporaceae. Loài này được Petch miêu tả khoa học đầu tiên năm 1916.
Đây là loài gây hại của cây Acacia mangium, phát triển phổ biến ở Indonesia.